# 有柄水苦荬
有柄水苦荬（学名：Veronica beccabunga）为車前草科婆婆纳属下的一个种。

## 扩展阅读
- 維基物種上的相關：有柄水苦荬